# Nepál az 1984. évi nyári olimpiai játékokon
Nepál az egyesült államokbeli Los Angelesben megrendezett 1984. évi nyári olimpiai játékok egyik részt vevő nemzete volt. Az országot az olimpián 3 sportágban 11 sportoló képviselte, akik érmet nem szereztek.

## Atlétika
Férfi
| Versenyző           | Versenyszám | Előfutam | Előfutam | Előfutam | Negyeddöntő | Negyeddöntő | Negyeddöntő | Elődöntő | Elődöntő | Elődöntő | Döntő   | Döntő    |
| Versenyző           | Versenyszám | Idő      | Hely.    | Össz.    | Idő         | Hely.       | Össz.       | Idő      | Hely.    | Össz.    | Idő     | Helyezés |
| ------------------- | ----------- | -------- | -------- | -------- | ----------- | ----------- | ----------- | -------- | -------- | -------- | ------- | -------- |
| Pushpa Raj Ojha     | 400 m       | 52,12    | 8.       | 75.      | kiesett     | kiesett     | kiesett     | kiesett  | kiesett  | kiesett  | kiesett | kiesett  |
| Jodha Gurung        | 800 m       | 1:56,72  | 8.       | 61.      | kiesett     | kiesett     | kiesett     | kiesett  | kiesett  | kiesett  | kiesett | kiesett  |
| Baikuntha Manandhar | Maraton     |          |          |          |             |             |             |          |          |          | 2:22:51 | 46.      |
| Arjun Pandit        | Maraton     |          |          |          |             |             |             |          |          |          | 2:32:53 | 63.      |
| Amiri Yadav         | Maraton     |          |          |          |             |             |             |          |          |          | 2:38:10 | 69.      |

## Ökölvívás
| Versenyző            | Versenyszám  | Selejtező                | 32-es főtábla                                    | Nyolcaddöntő      | Negyeddöntő       | Elődöntő          | Döntő             | Helyezés |
| Versenyző            | Versenyszám  | Ellenfél Eredmény        | Ellenfél Eredmény                                | Ellenfél Eredmény | Ellenfél Eredmény | Ellenfél Eredmény | Ellenfél Eredmény | Helyezés |
| -------------------- | ------------ | ------------------------ | ------------------------------------------------ | ----------------- | ----------------- | ----------------- | ----------------- | -------- |
| Prabin Tuladhar      | Légsúly      |                          | Peter Ayesu (MAW) · 0:5                          | kiesett           | kiesett           | kiesett           | kiesett           | 17.      |
| Dalbahadur Ranamagar | Könnyűsúly   | Angel Beltre (DOM) · 0:5 | kiesett                                          | kiesett           | kiesett           | kiesett           | kiesett           | 33.      |
| Umesh Maskey         | Kisváltósúly | erőnyerő                 | Ikhlef Ahmed Hadj Allah (ALG) · RSC              | kiesett           | kiesett           | kiesett           | kiesett           | 17.      |
| Man-Bahadur Shrestha | Váltósúly    | erőnyerő                 | An Jongszu (An Yeong-Su) (KOR) · mérkőzés nélkül | kiesett           | kiesett           | kiesett           | kiesett           | 17.      |

RSC – a mérkőzésvezető megállította a mérkőzést

## Súlyemelés
| Versenyző        | Versenyszám | Szakítás | Szakítás | Lökés    | Lökés    | Összesen | Helyezés |
| Versenyző        | Versenyszám | Eredmény | Helyezés | Eredmény | Helyezés | Összesen | Helyezés |
| ---------------- | ----------- | -------- | -------- | -------- | -------- | -------- | -------- |
| Jagadish Pradhan | 56 kg       | 92,5     | 16.      | 117,5    | 15.      | 210,0    | 14.      |
| Surendra Hamal   | 67,5 kg     | 102,5    | 15.      | 132,5    | 16.      | 235,0    | 15.      |